# Heterocoelia
Heterocoelia är ett släkte av steklar som beskrevs av Anders Gustav Dahlbom 1854. Heterocoelia ingår i familjen dvärggaddsteklar.
Släktet innehåller bara arten Heterocoelia nigriventris.